# ネイバージャパン
ネイバージャパン株式会社（NAVER Japan Corporation）は、かつて存在した、日本語版検索サービス（検索エンジン）を運営していた日本の会社。
資本的には、韓国最大手の検索サービス・NAVERを運営するNHNの日本法人であるNHN Japan傘下になる。
2007年11月に設立され、2009年6月15日より人数限定でサービスの先行体験版、7月1日よりオープンベータ版を開始した。サービスコンセプトは「探しあう検索」。
2012年1月1日付でNHN Japanとの経営統合により、消滅した。